# Caenogastropoda
Die Caenogastropoda sind die größte Gruppe innerhalb der Schnecken (Gastropoda). Sie sind eine Untergruppe der Apogastropoda (und Schwestergruppe der Heterobranchia). Im Systema Naturae 2000 wird der Gruppe Überordnungsrang zugewiesen. Sie besteht aus den zwei Schwestergruppen Sorbeoconcha und Architaenioglossa.

## Charakterisierung
Die Caenogastropoda sind nach Ponder und Lindberg 1997 durch 14 synapomorphe Merkmale gut charakterisiert. Entsprechend der großen Artenzahl ist die Variation im Gehäuse sehr groß. Es handelt sich überwiegend um marine Schnecken, einige wenige Gruppen (Architaenioglossa) kommen auch im Süßwasser vor.

## Untergliederung
Die Gruppe wurde von Cox 1960 ursprünglich im Rang einer Ordnung aufgestellt. Spätere Autoren haben die Gruppe dann auch als Überordnung betrachtet. In Ponder & Lindberg (1997) wird der Gruppe dagegen kein Rang im linneisch-hierarchischen Sinn zugewiesen, sondern es wird nur die Position im Stammbaum der Schnecken begründet. Sie sprechen lediglich von einem „Clade“, also einem Ast. Sie werden im phylogenetischen System als die Schwestergruppe der Heterobranchia begründet. Mit dieser Gruppe werden die Caenogastropoda zu einem Monophylum Apogastropoda vereinigt. Auch Bouchet & Rocroi (2005) weisen der Gruppe keinen Rang zu. Das Systema Naturae 2000 listet die Caenogastropoda wieder als Überordnung. Im hierarchischen System wird den Apogastropoda der Rang einer Infraklasse bzw. Teilklasse zugewiesen:
- Infraklasse Apogastropoda Salvini-Plawen & Haszprunar, 1987
  - Überordnung Heterobranchia Haszprunar, 1985
  - Überordnung Caenogastropoda Cox, 1960
    - Ordnung Architaenioglossa Haller, 1892
    - Ordnung Sorbeoconcha Ponder & Lindberg, 1997
    - Unterordnung Discopoda P. Fischer, 1884
    - Unterordnung Hypsogastropoda Ponder & Lindberg, 1997
      - Teilordnung Littorinimorpha Golikov & Starobogatov, 1975
      - Teilordnung Ptenoglossa J.E. Gray, 1853
      - Teilordnung Neogastropoda Thiele, 1929